# Бају Блу (Луизијана)
Бају Блу (енгл. Bayou Blue) насељено је место без административног статуса у америчкој савезној држави Луизијана.

## Демографија
По попису из 2010. године број становника је 12.352.
| Група             | 2000.    | 2010.         |
| Белци             | 0 (0,0%) | 9.784 (79,2%) |
| Афроамериканци    | 0 (0,0%) | 916 (7,4%)    |
| Азијати           | 0 (0,0%) | 39 (0,3%)     |
| Хиспаноамериканци | 0 (0,0%) | 641 (5,2%)    |
| Укупно            | 0        | 12.352        |